# Інокентіївка (Завітінський район)
Інокентіївка (рос. Иннокентьевка) — село у Завітінському районі Амурської області Російської Федерації. Розташоване на території українського історичного та етнічного краю Зелений Клин.
Входить до складу муніципального утворення Інокентіївська сільрада. Населення становить 239 осіб (2018).

## Історія
Інокентіївка — одне з перший поселень на території району. Виникло у 1881 році на пагорбі на березі річки Половинка. Село було назване на честь Інокентія Вініамінова, першого Амурського єпископа, відтак патріарха Московського.
З 20 жовтня 1932 село року ввійшло до складу новоутвореної Амурської області.
З 1 січня 2006 року входить до складу муніципального утворення Інокентіївська сільрада.

## Населення
| 2002 | 2010 | 2012 | 2013 | 2014 | 2015 | 2016 |
| ---- | ---- | ---- | ---- | ---- | ---- | ---- |
| 398  | ↘285 | ↘276 | ↘270 | ↘264 | ↘250 | ↘246 |
| 2017 | 2018 |      |      |      |      |      |
| ↘244 | ↘239 |      |      |      |      |      |